# Wallace Lindsay
Wallace Martin Lindsay, född 12 februari 1858 i Pittenweem, död 21 februari 1937 i Saint Andrews, var en skotsk filolog.
Lindsay var från 1899 professor vid Saint Andrews University. Han var en av samtidens mest framstående textkritiker och utgav bland annat viktiga utgåvor av Plautus, Martialis, Terentius, Sextus Pompeius Festus med flera. Lindsay författade även bland annat Introduction to Latin textual emendations (1897) och 1898 en handbok i latinsk epigrafik. År 1919 fick han med Eduard Norden dela Turinakademiens stora Vallauripris.